# Tomasz Grębski
Tomasz Grębski (ur. 26 maja 1971 w Kraśniku) – polski matematyk, doktor nauk humanistycznych, profesor oświaty, nauczyciel dyplomowany, publicysta, popularyzator nauki oraz muzyk. Autor książek dydaktycznych i popularnonaukowych.

## Wykształcenie i praca zawodowa
Ukończył matematykę z przygotowaniem pedagogicznym na Uniwersytecie Marii Curie-Skłodowskiej w Lublinie (1995). Od tego czasu pracuje jako nauczyciel matematyki w Zespole Szkół nr 2 im. Mikołaja Reja w Kraśniku. W 2020 roku uzyskał stopień doktora nauk humanistycznych na Katolickim Uniwersytecie Lubelskim Jana Pawła II na podstawie rozprawy pt. „Podobieństwo melodii i jego rozpoznawanie przez komputer przy użyciu narzędzi automatycznego uczenia się”. Promotorem był prof. Piotr Kulicki.

## Działalność dydaktyczna i popularyzatorska
Jest autorem licznych artykułów w czasopismach popularnonaukowych.

## Działalność naukowa
Specjalizuje się w analizie struktury melodycznej i automatycznym rozpoznawaniu podobieństw muzycznych przy użyciu narzędzi matematycznych i algorytmów AI. Wyniki prezentował na międzynarodowych konferencjach ICAISC i IDT.

## Działalność muzyczna
Jako muzyk gra na instrumentach klawiszowych. Działał w zespołach:
- Toto Sco[9] – pop-soul,
- Jolly Bird[10] – rock, album To nie jest tak, teledysk emitowany w TVP Lublin,
- MC Kowalsky[11] – pop-rock-reggae, przeboje: „Jamajka”, „Nie odnajdziesz drogi”, płyta ...i już (1998),
- Canion[12] – rock, album Jestem stąd (2011), patronat Programu I Polskiego Radia.

Dyskografia:
- Canion – "Jestem stąd" – 2011 r.
- Canion – singiel – 2008 r.
- Toto Sco – "Życie na trasie" – 2001 r.
- MC Kowalsky – "Zdarzenia" – 1994 r.
- MC Kowalsky – "...i już" – 1998 r.
- Coctail Mix – 1994 r.
- Art Dance – 1993 r.
- Barba Papa – 1992 r.
- MC Kowalsky – "Historia z życia róż" – 1991 r.

## Wybrane nagrody i odznaczenia
- Nagroda Ministra Edukacji Narodowej (2015)[14]
- Profesor Oświaty (2017)[15][16]
- Medal Komisji Edukacji Narodowej (2017)[17][18]
- Za zasługi dla Kraśnika (2017)[19]

## Wybrane publikacje
- Porady i wskazówki, których nie ma w tablicach maturalnych, Oficyna Edukacyjna Pazdro, 2022, ISBN 978-83-7594-238-5
- Wolfram Alpha. Praktyczny przewodnik po programie dla każdego, Oficyna Edukacyjna Pazdro, 2018, ISBN 978-83-7594-158-6
- Zbiór zadań. Podstawianie zmiennej pomocniczej, Oficyna Edukacyjna Pazdro, 2016, ISBN 978-83-7594-139-5
- Automatic Recognition of Melody Similarity, w: Lecture Notes in Computer Science, vol. 11509, Springer, 2019[8]
- Experiments with Recognition of Melody Similarities Based on Human Independent Parameters IEEE, 2019 International Conference on Information and Digital Technologies (IDT), 2019[20]
- Modelowanie matematyczne w muzyce na podstawie twórczości Iannisa Xenakisa. Roczniki Kulturoznawcze, 2019[21]
- O relacjach między matematyką i muzyką. Roczniki Kulturoznawcze, 2016[22]